# Jezero mangrova
Jezero mangrova (eng. Mangrove Lake) je najveće jezero na Bermudima. Kao i mnoga druga Bermudska jezera, ono je bočato jer se nalazi blizu Atlantskog oceana i može ga poplaviti u olujama.
Jezero se nalazi na granici između župa Smith's i Hamilton, istočno od Harrington Sounda. Dom je najveće populacije endemske ribe Fundulus bermudae i istaknuto je mjesto za promatranje ptica, s pticama selicama koje se ovdje zaustavljaju na svojim putovanjima preko Atlantika. Također služi kao velika vodena opasnost na jednom od najboljih golf terena na Bermudama.
Manje jezero, Trott's Pond, nalazi se 800 metara sjeveroistočno.